# Louis Huvey
Louis Huvey, né à Saint-Étienne le 4 juin 1868 et mort à Paris le 2 mars 1954, est un peintre, lithographe et affichiste français.

## Biographie
François Louis Huvey est le fils de Joseph Huvey, négociant, et de Marie Antoinette Gerin-Roze, rentière.
Il devient élève de l'École des beaux-arts de Lyon en 1885, puis suit les cours de Jean-Baptiste Poncet et de Jean-Léon Gérôme à Paris, où il vivra jusqu’à la fin de sa vie.
Louis Huvey est un peintre, un lithographe, un affichiste et un musicien. En 1892, il obtient une mention honorable pour la peinture et une mention honorable pour ses estampes lors de l'Exposition universelle de 1900. Il a également réalisé des affiches, notamment la première publicité murale pour le constructeur automobile Audibert et Lavirotte en 1896.
En 1899, il compose la musique d’une pantomime de Xavier Privas jouée au théâtre de la Bodinière et interprétée par Georges Wague et Blanche Cavelli,. Grâce à cette collaboration, Huvey rencontre sa future épouse, Blanche Cavelli, et sa fille de cinq ans nommée Yvette (fille du publiciste Paul Blavet) en souvenir du premier succès de sa mère, un spectacle de striptease intitulé le Coucher d’Yvette dont Blanche avait été l'interprète,.
Huvey officialise sa vie commune avec Blanche Cavelli en l’épousant le 16 mai 1905 à la mairie du 18e arrondissement de Paris, où le couple s'installe avec Yvette Blavet qui, élevée dans un milieu d’artistes, devient l'élève d'Alfred Cortot au conservatoire et fut la pianiste attitrée de Georges Wague dès 1916.
En 1904, Huvey écrit l'ouvrage La Lithographie d’art. Jusqu'en 1925, il expose au Salon des artistes français. Avant 1938, il fut professeur honoraire de l’École nationale supérieure des beaux-arts de Paris à l’atelier de lithographie.
Louis Huvey meurt le 2 mars 1954.

## Œuvre

### Lithographies à thème familial
La vie familiale de Louis Huvey influença sa création et, tant son épouse que sa fille poseront pour lui. Ces lithographies feront dire au critique d'art, Gérald Schurr : « Portraits d’un esprit très habile où se lit l’influence “des instantanés” de l’art photographique alors débutant, plaçant le modèle dans son cadre familier ce qui lui permet de mettre en valeur son grand talent de peintre de natures mortes. Illustrateur, il souligne de compositions pleines de charme les textes de Xavier Privas pour La Chanson des bébés »,.
- Portrait de ma mère, 1901, lithographie[1]
- Les Bébés, 1902, lithographie illustrant un poème de Xavier Privas[7]
- Leçon de lecture, 1908, lithographie, 26 × 30 cm[1]

### Lithographies d'interprétation
À partir de 1900, Huvey réalise des illustrations pour la société des amis des arts (1900, 1903, 1910 à 1912) et pour l’album de la Société des artistes lithographe français (1904) ainsi que pour la Société septentrionale de gravure (1928).
- La Nymphe à la fontaine, 1906, d’après Jean-Jacques Henner, lithographie en noir et blanc[5]
- Femme nue, Christ au tombeau, Homme nu, 1912, d’après Jean-Jacques Henner, lithographie en noir et blanc, triptyque illustrant un ouvrage de Louis Loviot[8]
- Le Repos, ou Homère et ses compagnons, 1928, d’après Pierre Puvis de Chavannes, lithographie en couleurs[5]

### Autres reproductions et réalisations
- Deux portraits, 1892
- La Légende dorée, 1894
- Problème, 1895, lithographie
- Portrait, 1896, lithographie
- Descente de croix, 1899 d'après Rembrandt, lithographie
- Deux lithographies, 1901, d’après Jean-Jacques Henner
- Deux lithographies, 1903, d’après Ernest Hébert et Pascal Dagnan-Bouveret
- Trois portraits, 1904, lithographies
- Le Curé d’Ars1905, d’après la statue de Vermare, lithographie
- Deux lithographies, 1906, d’après Rembrandt et
- Joueuse de flute, 1907, d’après Jean-Jacques Henner, lithographie
- Portrait de J.J Henner, 1908
- Lady Godiva, 1914, d’après Jules Lefebvre, lithographie en noir et blanc
- Sainte Thérèse, 1935, lithographie en couleurs
- Apparition, 1937, d’après Albert Maignan, lithographie en noir et blanc pour l'exposition universelle de 1937, grand diplôme d’honneu
- Jeanne d’arc au sacre de Reims, 1943, lithographie en couleurs[9]
- Pot de glycine, huile sur toile
- Baigneuses, d’après Paul Chabas, lithographie en noir et blanc
- L'Enlèvement d’Eurydice, femme d’Orphée, Le Jugement de Pâris, ravisseur d’Hélène et La Danse de Salomé qui obtint la tête de saint Jean Baptiste, d'après le triptyque du plafond de l'Opéra de Paris par Paul Baudry